# Tutaha Salmon
Pour les articles homonymes, voir Salmon.
Tutaha Frédéric Salmon, né le 11 février 1929 à Mahina et mort le 21 septembre 2002 à Papeete, est un chef d'entreprise et homme politique français.

## Biographie
Premier maire de Taiarapu-Est lors de son élection communale en 1972 puis constamment réélu jusqu'aux élections municipales de 2001, année où il perd son siège.
Proche de Gaston Flosse et du Tahoeraa, il devient membre de l'Assemblée territoriale à partir de 1972 puis retrouve les bancs de l'hémicycle polynésien dix ans plus tard. Cette même année 1982, il est candidat à la législative partielle dans la 2e circonscription de la Polynésie française, convoquée à la suite de la démission de Gaston Flosse (dont il était le suppléant). Il remporte l'élection dès le premier tour et devient ainsi député, siégeant dans le groupe RPR.
Il est par ailleurs chef d’entreprise et perliculteur aux Tuamotu.

## Détail des fonctions et des mandats
Mandat parlementaire
- 29 août 1982 - 1er avril 1986 : Député de la 2e circonscription de la Polynésie française

Mandat local
- 1972 - mars 2001 : Maire de Taiarapu-Est